# Bulbophyllum masoalanum
Bulbophyllum masoalanum är en orkidéart som beskrevs av Rudolf Schlechter. Bulbophyllum masoalanum ingår i släktet Bulbophyllum och familjen orkidéer. Inga underarter finns listade i Catalogue of Life.